# Voleró Publili Filó
Voleró Publili Filó (llatí: Volero Publilius P. F. Volero N. Philo) va ser un magistrat romà. Formava part de la gens Publília, una gens romana d'origen plebeu.
Va ser tribú amb potestat consolar l'any 399 aC. Era net de Voleró Publili i cosí de Luci Publili Filó Volsc. Se sap que juntament amb els seus col·legues va dirigir una guerra contra les ciutats de Veïs i Falerii. Els altres fets corresponents al seu període no s'han conservat.